# P.N.03
P.N.03 (ピーエヌ スリー?) è un videogioco sparatutto sviluppato da Capcom pubblicato nel 2003 per Nintendo GameCube. Creato da Shinji Mikami, il titolo è stato annunciato nel 2002 come parte dei Capcom Five.